# Bad Company: Czeski łącznik
Bad Company: Czeski łącznik (ang. Bad Company) – amerykańsko-czeski film fabularny z 2002 roku, wyreżyserowany przez Joela Schumachera.

## Obsada
- Anthony Hopkins jako oficer Gaylord Oakes
- Chris Rock jako Jacob "Jake" Hayes/ Kevin Pope/Michael Turner
- Peter Stormare jako Adrik Vas
- Gabriel Macht jako oficer Seale
- Kerry Washington jako Julie Benson
- Garcelle Beauvais jako Nicole
- Matthew Marsh jako Dragan Adjanic
- Brooke Smith jako oficer Swanson